# Харіс Мохаммед
Харіс Мохаммед Хассан (араб. حارس محمد حسن; нар. 3 березня 1958, Ірак) — іракський футболіст, виступав на позиції півзахисника. В даний час працює піарником на Al Jazeera Sport.

## Клубна кар'єра
Харіс Мохаммед був майстерним та творчим правим атакувальним півзахисником. Майбутній футболіст народився та виріс у Мосулі. Футбольну майстерність відточував на вулиці, чим часто дратував сусідів. Після реалізації свого потенціалу на футбольному полі він грав за футбольну команду школи своєї провінції під керівництвом тренера Давуда Аззаві. Дорослу футбольну кар'єру розпочав у 1975 році в складі «Аль-Мосула». У 1979 році став гравцем «Ат-Талаби», в якому провів 4 роки. Під час свого перебування в клубі допоміг команді завоювати два чемпіонських титули. Наступним його клубом став багдадський «Аш-Шабаб». У 1984—1985 роках був гравцем «Аль-Джаїша». У 1985 році підсилив «Ар-Рашид», разом з яким тричі вигравав чемпіонат Іраку, двічі — національний кубок та тричі Клубний чемпіонат арабських країн. У 1987 році під час Клубного чемпіонату арабських країн у Саудівській Аравії Харіс з 7-а забитими м'ячами став найкращим бомбардиром команди та допоміг їй завоювати рекордний 3-й титул переможця цього турніру. У складі «Аль-Рашида» в 1990 році завершив кар'єру футболіста. У 1991 році повернувся до Мосула.

## Кар'єра тренера
На молодіжному чемпіонаті Азії 1978 року в Бангладеші у футболці юнацької збірної Іраку отримав репутацію бомбардира.
Вперше футболку національної збірної одягнув у 1979 році. У футболці іракської збірної брав участь у поєдинках кваліфікації до чемпіонату світу 1982 року, був учасником переможних Азійських ігор 1982 року, а також Олімпійських ігор 1984 року. У кваліфікації до Чемпіонату світу в Мексиці зіграв 3 матчі та відзначився 1 голом. У 1986 році був викликаний тренером Еварісто де Маседо для участі в Чемпіонаті світу 1986 року, де команда Іраку вилетіла за підсумками групового етапу. На цьому турнірі зіграв 2 поєдинки, проти Парагваю та Бельгії. Востаннє в складі збірної виходив на поле в 1988 році, за яку відіграв 90 матчів.

## Досягнення
«Ат-Талаба»
- Прем'єр-ліга (Ірак)
  -  Чемпіон (2): 1980/81, 1981/82

- Кубок Іраку
  -  Володар (2): 1980/81, 1981/82

Ірак
- Переможець Азійських ігор: 1982